# Rarities (Roxette)
Rarities is het eerste verzamelalbum van het Zweedse duo Roxette, uitgegeven op 17 februari 1995 door EMI. Op dit album zijn nummers te vinden die tot die tijd alleen op single waren uitgebracht. Rarities is in gelimiteerde oplage, voor zover bekend, alleen uitgebracht in Azië en Zuid-Amerika, wat dit album tot een verzamelaarsobject maakt.
"Vulnerable", "Fingertips '93", "Dressed For Success", "Fireworks" en "Spending My Time" zijn allen remixen die alleen op de desbetreffende singles te vinden zijn, en op geen enkel Roxette-album.
"The Sweet Hello, The Sad Goodbye", "The Voice" and "One Is Such a Lonely Number" zijn alle drie de bonustracks op diverse uitgebrachte singles en waren tevens nog nooit verschenen op een album van de band.
De overige liedjes zijn voorheen uitgebracht als extra track op uitgebrachte singles en verschijnen allen voor het eerst bij elkaar op dit album.

## Tracklist
Alle nummers zijn geschreven door Per Gessle tenzij het anders staat aangegeven.

| 1.                 | Vulnerable (Single Version)                                                          | 04:30 |
| 2.                 | Fingertips '93 (Single Version)                                                      | 03:42 |
| 3.                 | Dressed For Success (Look Sharp! U.S. mix, remix by Chris Lord-Alge)                 | 04:53 |
| 4.                 | Joyride (MTV Unplugged version)                                                      | 05:35 |
| 5.                 | The Look (MTV Unplugged version)                                                     | 05:11 |
| 6.                 | Dangerous (MTV Unplugged version)                                                    | 03:13 |
| 7.                 | The Sweet Hello, The Sad Goodbye (B-side to the Spending My Time single)             | 04:49 |
| 8.                 | The Voice (B-side to the Dressed for Success single)                                 | 04:27 |
| 9.                 | Almost Unreal (Demo / februari 1993)                                                 | 03:25 |
| 10.                | Fireworks* (Jesus Jones Remix)                                                       | 04:11 |
| 11.                | Spending My Time (Electric Dance Remix)                                              | 05:27 |
| 12.                | One Is Such A Lonely Number (Demo / september 1987, B-side to the The Big L. single) | 03:33 |
| Totale duur: 53:09 |                                                                                      |       |